# Gaižiūnai

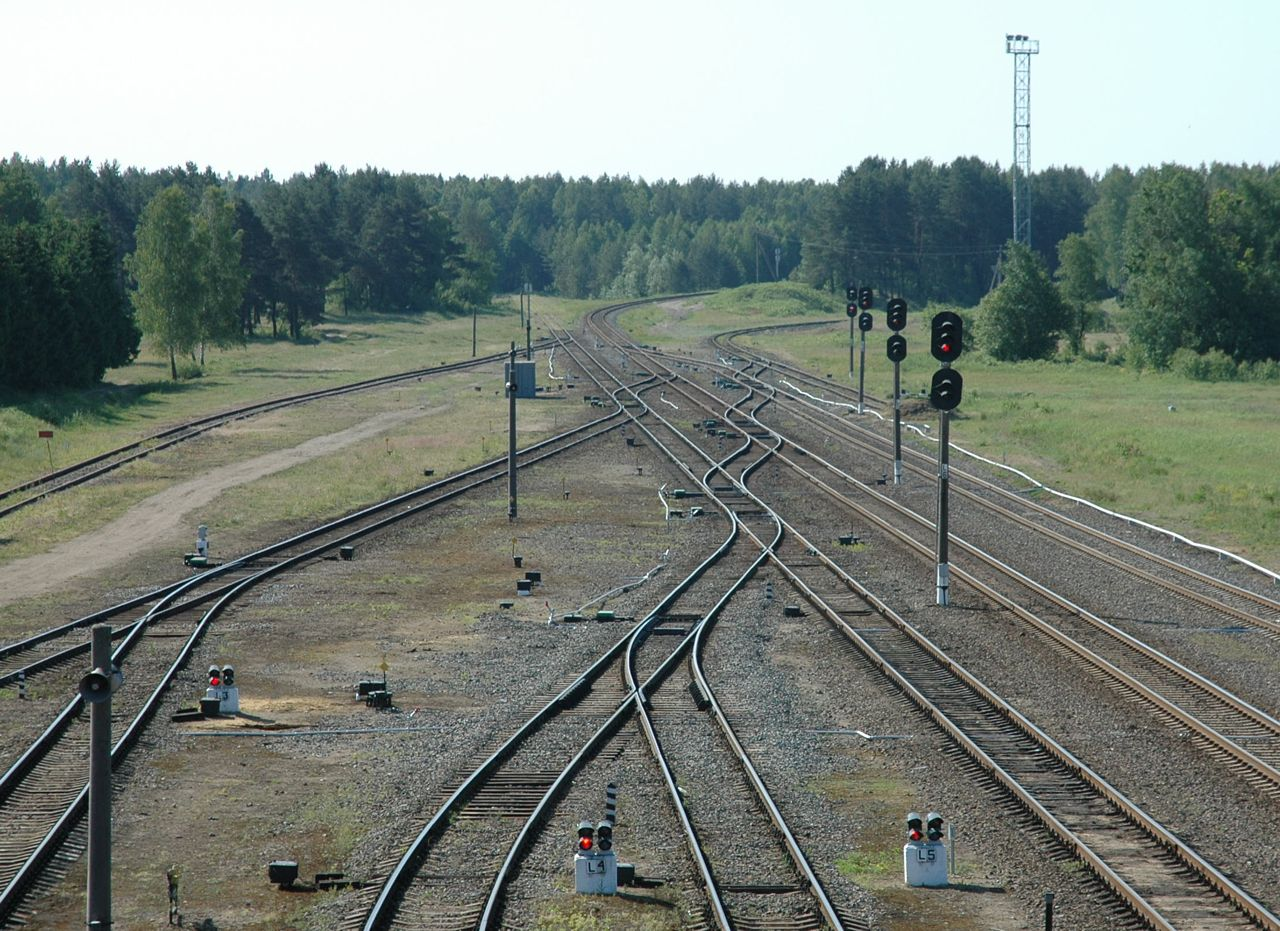
Eisenbahn

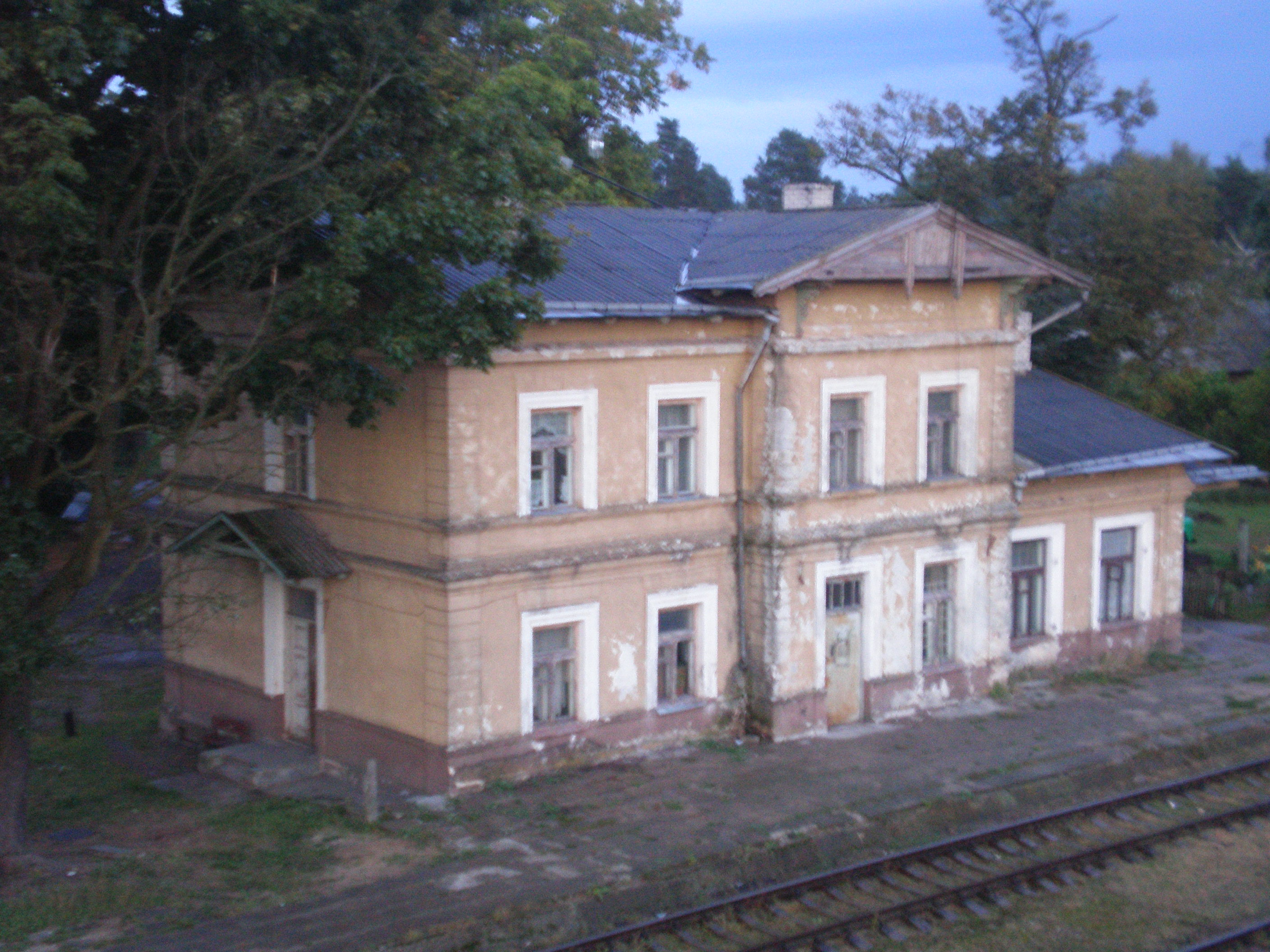
Alter Bahnhof Gaižiūnai

Gaižiūnai ist ein Dorf mit 167 Einwohnern (2011). Es liegt im Amtsbezirk Dumsiai, in der litauischen Rajongemeinde Jonava, an der Eisenbahnlinie Jonava-Kaišiadorys.
An Gaižiūnai gibt es Eisenbahnrichtungen nach  Vilnius und Kaunas. Im Westen fließt die Taurosta (der linke Nebenfluss der Neris). Nicht weit befindet sich Polygon Gaižiūnai. Südlich liegt Forst Gaižiūnai. Es gab einen militärischen Flughafen (Flugplatz Gaižiūnai).

## Geschichte
1930 wurde hier der Truppenübungsplatz Gaižiūnai errichtet.
Nach dem sowjetischen Vertrag von 1939 kam die Rote Armee nach Gaižiūnai. Im Juni 1940, noch vor dem Ultimatum an Litauen, sprangen sieben Fallschirmjäger (NKWD-Agenten) in der Nähe ab. 1959 hatte der Ort 300 Einwohner.